# Stefan Harding

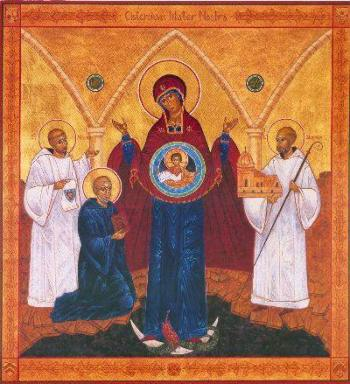
Trzech świętych założycieli opactwa w Cîteaux (od lewej): Stefan Harding, Robert z Molesme (klęczący w benedyktyńskim habicie) i Alberyk z Cîteaux.

Stefan Harding (ur. ok. 1059 r. w Merriott w Anglii, zm. 28 marca 1134 r. w opactwie Cîteaux) – reformator życia zakonnego, jeden z założycieli zakonu cysterskiego, trzeci opat klasztoru w Cîteaux, święty Kościoła katolickiego.

## Żywot świętego
Stefan Harding zdobył wykształcenie religijne w benedyktyńskim opactwie w Dorset. Spędził tam kilka lat. Porzucił jednak klasztor na skutek zwątpienia i udał się do Szkocji. Po kilkunastu miesiącach odzyskawszy wiarę zaczął pielgrzymować. Przemierzając Francję, zatrzymał się w Molesme i wstąpił do opactwa benedyktyńskiego. Przekonał przełożonego św. Roberta, by założyć nową wspólnotę zakonną prowadzącą bardziej surowe i wymagające życie.
W 1098 roku powstała w Cîteaux nowa wspólnota, z której rozwinął się zakon cystersów (nazwany od miejscowości). Stefan został przełożonym zakonu, a w 1109 roku (po śmierci św. Alberyka) opatem. Ideą zakonu był powrót do pierwotnej benedyktyńskiej reguły. Główny nacisk położony był na dyscyplinę i bezwzględne podporządkowanie mnichów przełożonym.
Za jego kadencji (w 1112 lub 1113) do opactwa trafił późniejszy święty Bernard z Clairvaux.
Stefan Harding jest uważany za autora Carta Caritatis – dokumentu regulującego wzajemne stosunki między opactwami cysterskimi (w tym czasie było ich już 13) oraz zasady życia zakonnego. Dokument ten, jako uściślający i uzupełniający ustalenia z 1100 roku zatwierdził papież Kalikst II w roku 1119.
Stefan usiłował zrewidować tekst Wulgaty, lecz bez powodzenia. W 1133 roku zrezygnował z funkcji przełożonego ze względu na swój wiek (był prawie niewidomy). Zmarł w wieku ok. 75 lat. Służył domowi w Cîteaux przez 25 lat. W chwili jego śmierci cystersi mieli już dwanaście klasztorów we Francji i Anglii.

## Kult
Nie wiadomo, czy Stefan Harding został kanonizowany, chociaż niektóre źródła podają rok 1623, kiedy to Grzegorz XV wpisał go do kalendarza rzymskiego. Nieoficjalnie wymieniany jest w martyrologium rzymskim, jako święty.
Do 1683 św. Stefan wspominany był najpierw 28 marca, następnie razem ze św. Robertem 17 kwietnia (cystersi 15 kwietnia). Po reorganizacji kalendarza liturgicznego (1969), wspomnienie liturgiczne w Kościele katolickim obchodzone jest 26 stycznia, razem ze św. Alberykiem i św. Robertem. Święty Stefan nadal wspominany jest w dzień śmierci (28 marca) przez katolików jak i w zakonach: trapistów, cystersów (uroczystość) oraz benedyktynów.